# Universidad Metodista del Sur
La Universidad Metodista del Sur (Southern Methodist University en inglés) es una universidad privada ubicada en University Park, un suburbio de la ciudad de Dallas, en el estado de Texas (Estados Unidos).
Fue fundada en 1911 por miembros de la Iglesia Metodista Sur.
Actualmente tiene una extensión universitaria en el condado de Taos (Nuevo México), 1049 km al oeste-noroeste.
La SMU (Southern Methodist University: Universidad Metodista del Sur) está afiliada a la Iglesia Metodista Unida.
Cuenta 7000 estudiantes de pregrado y 5000 de postgrado.

## Historia
La universidad fue fundada el 17 de abril de 1911 por las cinco Conferencias Anuales en Texas de la Iglesia Metodista Unida.
Se ubicó en un suburbio a 9 km al norte del centro de la ciudad de Dallas (Texas).

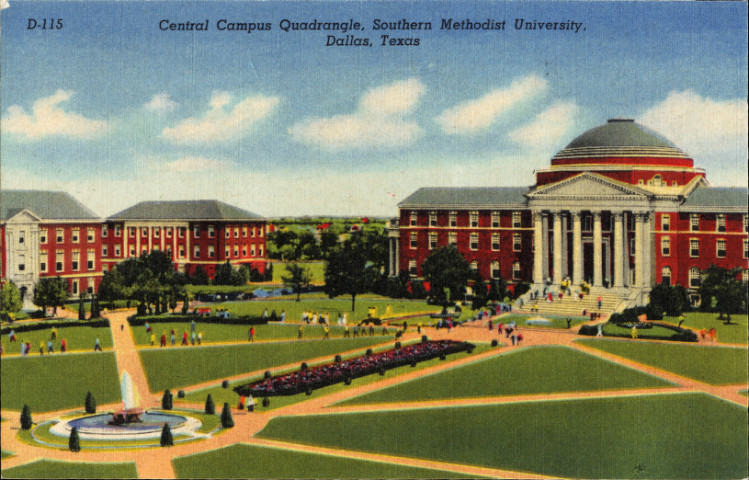
Campus Central, Universidad Metodista del Sur (1915–1924)

La SMU mantiene estrechas relaciones con la Universidad Wesleyana (de Texas) y la Universidad Southwestern en Georgetown (de Texas).
El educador Robert Stewart Hyer (1860-1929, investigador de los rayos X y de la telegrafía) renunció a la presidencia de la Universidad Wesleyana de Texas para convertirse en el primer presidente de la SMU.
La Universidad Metodista bautizó a su primer edificio como el Dallas Hall, en agradecimiento por el apoyo de los líderes de Dallas y de los ciudadanos locales, que se habían comprometido en dar a través de donaciones voluntarias llegando a recaudar unos  300.000 dólares para asegurar la ubicación de la universidad. Dallas Hall sigue siendo símbolo de la universidad y la pieza central. Dallas Hall ―diseñado por los arquitectos Shepley, Rutan y Coolidge basándose en el Panteón de la Universidad de Virginia― abrió sus puertas en 1915. El Dallas Hall está inscrito en el Registro Nacional de Lugares Históricos. El apodo de la SMU, "The Hilltop", se inspiró en el Dallas Hall, que fue construido sobre una colina.
Durante la Segunda Guerra Mundial (1939-1945), la SMU fue una de las 131 universidades a nivel nacional que participaron en el  V-12 Navy College Training Program de la universidad, que ofrecía a los estudiantes una ruta de acceso a la Marina de los Estados Unidos.

## Controversia en la liga de fútbol universitario
También conocida como la «pena de muerte contra la SMU», fue un incidente en el cual el programa de fútbol americano universitario de la SMU (Southern Methodist University: Universidad Metodista del Sur) fue investigado y penalizado por las violaciones masivas de las regulaciones establecidas por la NCAA. La violación más seria fue el mantenimiento de un fondo ilegal utilizado para realizar pagos por debajo de la mesa a varios jugadores desde mediados de la década de 1970 hasta 1986.
Esta investigación terminó con la imposición de la conocida «pena de muerte de la NCAA», la cual consistió en la cancelación de toda la temporada programada de fútbol americano de 1987 de los SMU Mustangs (el equipo representante de la SMU [Universidad Metodista del Sur]). Al año siguiente (1988) a la SMU se le permitió volver a competir de nuevo, con la condición de que solo jugarían la mitad de los partidos de esa temporada (6 partidos en lugar de 12) y que jugaran esos 6 partidos como equipo visitante, pero los dirigentes de la universidad prefirieron cancelar también esa temporada, ya que determinaron que el año anterior habían desarmado su equipo (debido a que no se sabía cuántos años tendrían prohibido jugar) y por lo tanto sería imposible armar un equipo viable en tan poco tiempo.
La severidad del castigo casi destruyó el programa de fútbol americano de la universidad. En los siguientes 22 años (hasta 2009), los Mustangs consiguieron una sola temporada ganadora: recién pudieron llegar a un bowl hasta 2009. Este castigo también fue uno de los factores que llevaron al colapso de la Southwest Conference, ahora desaparecida. Ha sido la penalización más severa dictada por la NCAA a cualquier programa atlético de la primera división de la NCAA y ha sido la única ocasión en que la NCAA ha cancelado la temporada completa de un equipo de fútbol americano en cualquier nivel.

## Biblioteca presidencial
En 2008, la universidad fue seleccionada, a pesar de una considerable controversia, para ubicar la Biblioteca Presidencial George W. Bush.

## Facultades

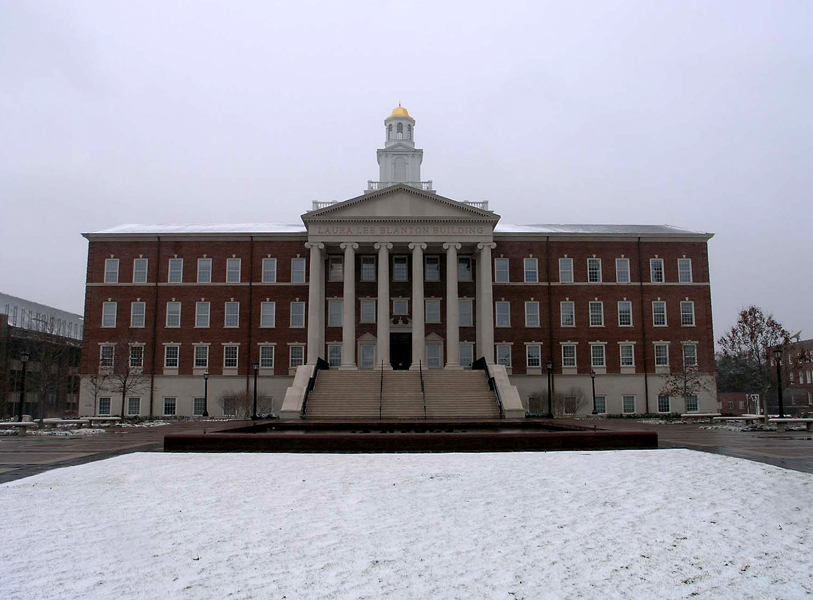
El edificio Laura Lee Blanton Hall durante una tormenta de nieve.

La Universidad Metodista del Sur tiene siete facultades:
- La Escuela de Negocios Cox[2]
- La Escuela de Humanidades y Ciencias Dedman[3]
- La Escuela de Derecho Dedman[3]
- La Escuela de Artes Meadows,[4] de la cual depende el Museo Meadows
- La Escuela Teológia Perkins[5]
- La Escuela de Educación y Pedagogía Annette Caldwell Simmons[6]
- La Escuela de Ingeniería Lyle[7]